# Dammarie-lès-Lys
Dammarie-lès-Lys (ejtése: [damaʁi le lis]) település Franciaországban, Seine-et-Marne megyében. Lakosainak száma 23 252 fő (2022. január 1.). Dammarie-lès-Lys Le Mée-sur-Seine, La Rochette, Villiers-en-Bière, Boissettes, Boissise-la-Bertrand, Boissise-le-Roi, Fontainebleau és Melun községekkel határos.

## Népesség
A település népességének változása:
| Lakosok száma | 21 094 | 21 712 | 22 099 | 21 835 | 22 177 | 22 128 | 22 318 | 22 845 | 23 252 |
|               | 2013   | 2015   | 2016   | 2017   | 2018   | 2019   | 2020   | 2021   | 2022   |